# Porta Clausa
Porta Clausa, conhecida também como Porta Chiusa, era uma das portas da Muralha Aureliana de Roma e sobre a qual sabe-se muito pouco. Sua passagem foi murada em data incerta, mas certamente ainda muito cedo, o que deu origem ao seu nome ("clausa" significa "fechada"). Ela permanece ainda hoje assim, praticamente escondida, na altura do número 4-6 da via Monzambano.
Seu nome original é desconhecido.

## História
A Porta Clausa era a porta meridional do Castro Pretório, o grande quartel da Guarda Pretoriana que o imperador Tibério construiu entre 20 e 23 para reunir num único local as nove coortes criadas por Augusto como sua guarda pessoal. Dali partia provavelmente uma estrada secundária que levava ou até a Via Nomentana ou até a Via Tiburtina. Quando Aureliano, entre 270 e 273, incluiu o quartel no perímetro da muralha, o muro exterior foi reforçado com novas ameias e todas as portas ao norte e leste foram fechadas. Uma outra porta, a ocidental, abria para a cidade. No início do século V, a muralha foi restaurada pelo imperador Honório e as características atuais da muralha são desta época.

## Descrição
A fachada da porta, com uma única passagem, era revestida em travertino; o arco e a passagem mediam 8,60 e 4,13 metros de largura respectivamente. No ático havia um recinto utilizado para manobras com cinco janelas ainda visíveis na arcada. A estrutura toda tinha ameias no formato de diamantes. Uma sexta janela está parcialmente obstruída por um muro construído na época do papa Urbano VIII.
Já na primeira metade do século VIII esta porta já não aparecia mais nos itinerários e descrições de Roma e supõe-se que ou já estava parcialmente enterrada por causa da elevação do nível da rua nas imediações ou já havia sido incorporada por alguma propriedade privada.